# Universidad Politécnica de Tirana
La Universidad Politécnica de Tirana (en albanés: Universiteti Politeknik i Tiranes) es una universidad técnica situada en Tirana, Albania.

## Historia
Los orígenes de la universidad se remontan a 1951, fecha en la que se fundó el Instituto Politécnico Tirana que pasó a pertenecer en 1957 a la Universidad de Tirana. En 1991 se hizo independiente para pasar a ser una universidad técnica estatal. 